# Typhaeus hiostius
Typhaeus hiostius is een keversoort uit de familie mesttorren (Geotrupidae). De wetenschappelijke naam van de soort werd in 1836 gepubliceerd door Gene.